# Robel Fsiha
Robel Fsiha (né le 7 mars 1996) est un athlète suédois d'origine érythréenne, spécialiste des courses de fond. 

## Biographie
Le 30 mars 2019, Robel Fsiha termine 17e de la course senior des Championnats du monde de cross-country à Aarhus, au Danemark. Le 8 décembre, il remporte la course senior des Championnats d'Europe de cross-country à Lisbonne, au Portugal.
Le 5 février 2020, Robel Fsiha est contrôlé positif pour dopage. Il est suspendu de toute compétition jusqu'à nouvel ordre. L'étude du second échantillon, au cours du mois d'avril, confirme le résultat de la première analyse.

## Palmarès
| Date | Compétition                            | Lieu     | Résultat | Épreuve       |
| ---- | -------------------------------------- | -------- | -------- | ------------- |
| 2019 | Championnats d'Europe de cross-country | Lisbonne | 1er      | Cross-country |

## Records
| Épreuve       | Performance    | Date            | Lieu           |
| ------------- | -------------- | --------------- | -------------- |
| 3 000 m       | 8 min 34 s 51  | 25 juillet 2018 | Karlstad       |
| 5 000 m       | 13 min 49 s 97 | 20 juillet 2019 | Heusden-Zolder |
| 10 000 m      | 28 min 59 s 62 | 6 juillet 2019  | Londres        |
| 10 km         | 28 min 43 s    | 5 mai 2018      | Stockholm      |
| Semi-marathon | 1 h 1 min 18 s | 15 mars 2019    | Manama         |